# Stazione di Lisbona Alcântara Terra
La stazione di Lisbona Alcântara Terra è una stazione ferroviaria della Linea di Cintura posta nella freguesia di Alcântara della città di Lisbona in Portogallo. È il terminale della linea ferroviaria suburbana di CP Urbanos de Lisboa denominata "Linha da Azambuja".
Fu inaugurata il 2 aprile 1887 come parte delle ferrovie di Sintra e dell'Ovest.

## Storia
La stazione venne aperta il 2 aprile 1887 dalla Companhia Real dos Caminhos de Ferro Portugueses come terminale della ferrovia di Sintra. Dato che era piuttosto lontana dal centro di Lisbona dovette essere collegata con tram. Ebbe anche la funzione di terminale della ferrovia dell'Ovest fino all'11 luglio 1891 quando venne aperta la stazione di Lisbona Rossio.
Nello stesso anno venne aperto il tunnel del Rossio che permetteva ai treni provenienti da Sintra di arrivare direttamente a Rossio.
Il 10 agosto 1891 fu aperto il raccordo Alcântara Terra - Alcântara Mar che collegava la linea dell'Ovest alla linea di Cascais.
Fino al completamento della stazione di testa di Cais do Sodré, nel 1895, i treni da Cascais e Estoril terminavano in Alcântara. Tale collegamento è fino ad oggi l'unico tra la linea Cascais e il resto della rete.
Nel 1933, la Companhia dos Caminhos de Ferro Portugueses intraprese una serie di opere di ristrutturazione della stazione che continuarono anche nel 1934.
La stazione venne elettrificata a metà degli anni cinquanta del XX secolo e accolse il primo convoglio di automotrici elettriche per la linea di Sintra nel  1958

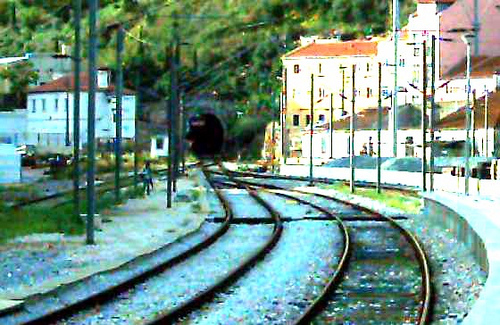
Portale sud del tunnel di Alcântara nel 2008

Alcântara-Terra perse molta della sua importanza in seguito all'apertura delle stazioni di  Rossio e di Santa Apolónia; il servizio passeggeri venne ridimensionato e divenne solo occasionale dal 1992.
Dal 14 giugno 2015 la stazione è stata riutilizzata come terminale del servizio ferroviario di CP Urbanos de Lisboa, denominato "Linha da Azambuja", proveniente da Castanheira do Ribatejo. I cambiamenti di orario e dei punti di origine e termine del servizio ferroviario suburbano non prevedono più collegamenti ferroviari nei weekend e festivi.